# Neal Ardley
Neal Christopher Ardley, född 1 september 1972 i Epsom, Surrey, är en engelsk fotbollstränare och före detta professionell fotbollsspelare.
Han har tidigare varit tränare för AFC Wimbledon mellan 2012 och 2018 samt för Notts County mellan 2018 och 2021. Han var 2021–2023 tränare för Solihull Moors.
Sedan 2023 tränar han York City.
Som spelare tillbringade han större delen av sin karriär i AFC Wimbledons föregångare Wimbledon FC där han gjorde 245 matcher för klubben.